# 新鮮
| ウィキペディアには「新鮮」という見出しの百科事典記事はありません（タイトルに「新鮮」を含むページの一覧/「新鮮」で始まるページの一覧）。 代わりにウィクショナリーのページ「新鮮」が役に立つかもしれません。 |